# Naskalit
Naskalit är klippor i Finland.   De ligger i landskapet Kymmenedalen, i den södra delen av landet, 120 km öster om huvudstaden Helsingfors.
Terrängen runt Naskalit är mycket platt.  Närmaste större samhälle är Kotka, 19,9 km norr om Naskalit. 